# ピエール・ソヌラ
- ピエール・ソンヌラ

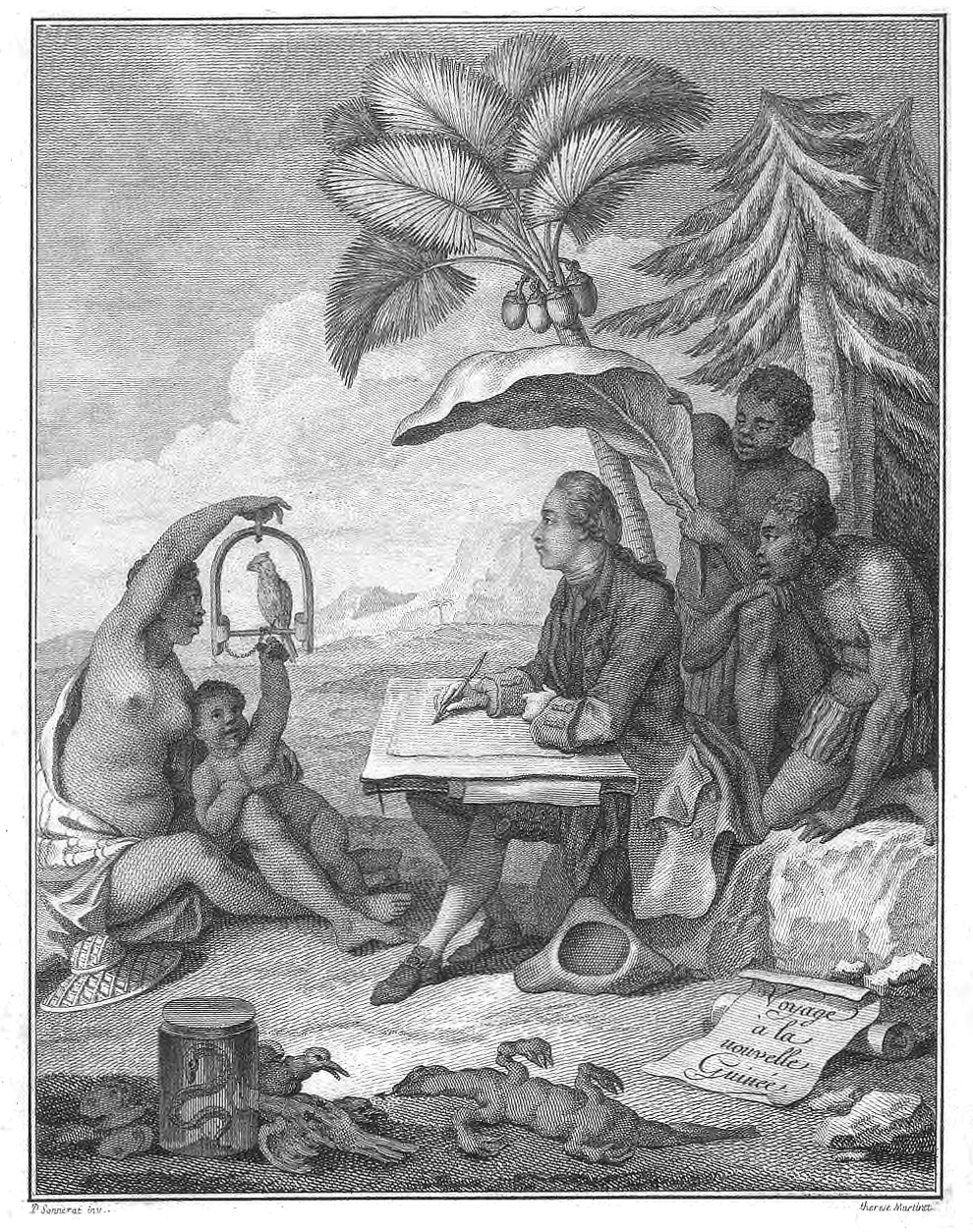
ニューギニアでオウムの絵を描くソヌラの図

ピエール・ソヌラ（姓はソンヌラとも; Pierre Sonnerat、1748年8月18日 - 1814年3月31日）は、フランスの博物学者、探検家である。

## 生涯
リヨンで生まれた。叔父に植物学者でインド洋のフランス領の島で香料の栽培を推進したピエール・ポワブルがいる。ソヌラも当時オランダが独占していた香料の貿易を、うちやぶるために南東アジアを探検した。1769年から1772年の間に、ニューギニア、モルッカ諸島で、多くの動植物を採取し報告した。1774年から1781年の間には中国を訪れた。1776年に『ニューギニアへの旅』（"Voyage à la Nouvelle-Guinée"）、1782年に、『東インドと中国への旅』を出版した。フランスでの、アジアの旅行記の最初の出版で、先住民族の彼の観察は興味深いものであったが、その記述の信頼性は低く、多くの動植物の記述は信頼できないものであった。ニューギニアにいない、ワライカワセミやジェンツーペンギンなどの記載が見られる。ただ『東インドと中国への旅』のドイツ語訳は文豪ゲーテがインド文学に接する契機の一つともなり、後に彼がインドの伝説や寓話を題材とした『パリア』(Paria) や『神と遊女』を発表することにも繋がった。
マダガスカルの霊長目のインドリの名前のエピソードでも知られ、現地では babakoto と呼ばれる動物が、マダガスカルのガイドの注意をひく言葉「エンドリナ」を、動物の名前とソヌラが取り違えたことからインドリと呼ばれることになった。
ハマザクロ属を指す学名 Sonneratia やハイイロヤケイの学名 Gallus sonneratii に献名されている。

## 著書
- Voyage à la Nouvelle-Guinée, Paris Ruault 1776
- 『東インドと中国への旅』[5] (あるいは『東インド・中国旅行記』[12]とも; 原題: Voyage aux Indes orientales et à la Chine, fait depuis 1774 jusqu'à 1781; マドリード王立植物園デジタル図書館で閲覧)
  - 第1巻, 1782
  - 第2巻, 1782
  - ドイツ語訳 Reise nach Ostindien und China, 1783